# Priepasné
Priepasné (ungarisch Hosszúhegy) ist eine Gemeinde im Westen der Slowakei.

## Lage und Allgemeines
Die Gemeinde wurde 1957 aus der Gemeinde Košariská-Priepasné ausgegliedert, welche 1927 aus den Orten Priepasné und Košariská entstand. Priepasné bestand allerdings schon zuvor seit etwa 400 Jahren als Ansiedlung und war bis 1927 Teil von Brezová pod Bradlom.
Die Gemeinde liegt im Hügelland zwischen den Kleinen Karpaten im Süden und den Weißen Karpaten im Norden. Myjava liegt zirka 10 Kilometer nördlich der Gemeinde, Brezová pod Bradlom zirka 5 Kilometer südwestlich, Senica etwa 15 Kilometer westlich.

## Bevölkerung
| Jahr                | 1994 | 2004     | 2014    | 2024    |
| ------------------- | ---- | -------- | ------- | ------- |
| Anzahl der Personen | 426  | 345      | 373     | 350     |
| Unterschied         |      | −19,01 % | +8,11 % | −6,16 % |

| Jahr                | 2023 | 2024    |
| ------------------- | ---- | ------- |
| Anzahl der Personen | 354  | 350     |
| Unterschied         |      | −1,12 % |